# Semana del Cine Experimental de Madrid
La Semana de Cine Experimental de Madrid  es un festival que se realiza desde 1991 en Madrid. Tiene como objetivo el fomento de la investigación cinematográfica y servir de plataforma para que aquellos que se dedican al género experimental puedan mostrar anualmente sus trabajos.
Tiene lugar todos los años en el mes de noviembre en distintas sedes de la ciudad de Madrid, España.